# Brønnøy
Gmina Brønnøy (norw. Brønnøy kommune) – norweska gmina leżąca w regionie Nordland. Jej siedzibą jest miasto Brønnøysund.
Brønnøy jest 98. norweską gminą pod względem powierzchni.

## Demografia
Według danych z roku 2005 gminę zamieszkuje 7585 osób, gęstość zaludnienia wynosi 7,29 os./km². Pod względem zaludnienia Brønnøy zajmuje 131. miejsce wśród norweskich gmin.
| ludność stan na 1 stycznia 2005 |         |           |       |
|                                 | kobiety | mężczyźni | razem |
| osób                            | 3763    | 3822      | 7585  |
| %                               | 49,61%  | 50,39%    | 100%  |

| wykształcenie stan na 1 października 2004 |        |         |        |        |
|                                           | podst. | średnie | wyższe | niezn. |
| osób                                      | 1386   | 3434    | 991    | 118    |
| %                                         | 23,38% | 57,92%  | 16,71% | 1,99%  |

## Edukacja
Według danych z 1 października 2004:
- liczba szkół podstawowych (norw. grunnskolar): 6
- liczba uczniów szkół podst.: 1074

## Władze gminy
Według danych na rok 2011 administratorem gminy (norw. rådmann) jest Arne Margido Kvensjø, natomiast burmistrzem (norw. ordfører, d. borgermester) jest Kjell Harald Trælnes.